# Lycoriella cellaris
Lycoriella cellaris är en tvåvingeart som först beskrevs av Franz Lengersdorf 1934.  Lycoriella cellaris ingår i släktet Lycoriella och familjen sorgmyggor.
Artens utbredningsområde är Tjeckien. Arten är reproducerande i Sverige. Inga underarter finns listade i Catalogue of Life.